# 陈德馨
陈德馨（1904年—1938年9月7日），字惟吾，河南鄢陵人，中华民国陆军少将，1938年9月在抗日战争的武汉会战中阵亡。

## 生平
1904年，陈德馨出生在大清河南省鄢陵县柏梁镇西老庄村，在兄弟四个人中排第三。1922年，陈德馨摒弃父亲安排的教书工作，加入国民革命军陆军检阅使署学兵团。1924年，陈德馨毕业後成为了刘汝明部的一个连长。國民革命軍北伐时，为冯玉祥部营长，一次陈德馨率领所属部队押运军火赴前线，途中军火不慎爆炸，其他人畏罪潜逃，陈德馨却独自一人去见冯玉祥，冯玉祥称其“有种有胆”，可重用。1926年，陈德馨升为冯玉祥的随从副官。1933年，陈德馨任国民革命军五十五军二十九师八十六旅旅长，驻防山东。1935年4月18日，陈德馨晋少将衔。
抗日战争爆发后，陈德馨的部队被国民政府派遣到临沂、陵县、德州、济宁等地多次与日军交战。1938年9月，陈德馨率部参加武汉会战，鎮守广济西南第一线。9月7日拂晓，日军1200余人在飞机重炮的掩护下向陈德馨部进攻，陈德馨亲临前线指挥作战，結果胸部中弹昏迷，援军趕到後救出了昏迷的陈德馨，下午3时伤重而亡，年34岁。1939年，国民政府主席林森追授陈德馨中将军衔。

## 身后
邹韬奋在《全民抗战报》讚陈德馨為抗戰牺牲的将士们的象征。冯玉祥为陈德馨题写挽联。1938年9月16日，国民政府在武汉举行公祭大会，蒋介石、何应钦 、冯玉祥、张学良、林森等党军政要员、武汉各界人士到場哀悼。
1988年9月27日，中华人民共和国民政部追认陈德馨为革命烈士。1988年9月，鄢陵县人民政府并为其建立德馨亭、德馨碑。1997年9月，陈德馨烈士事迹被中国人民抗日战争纪念馆英烈馆收录。
2014年9月1日，陈德馨被列入中华人民共和国民政部公布的第一批300名著名抗日英烈和英雄群体名录。